# Nikola Milašin
Nikola Milašin (?, Čavolj, Ugarska - Stolni Biograd, 1811.) je bio bački hrvatski franjevački svećenik i vojna osoba iz Mađarske.
Rodio se u siromašanoj hrvatskoj obitelji u bačkom selu Čavolju, na jugu Kraljevine Ugarske. Podatci o točnom nadnevku njegovog rođenja nisu poznati, jer onda se nisu vodili ti papiri.
Za životni put je izabrao svećenički poziv. Zaredio se za franjevca. U svom duhovničkom radu se pokazao požrtvovnim i predanim, posebice za ratne stradalnike, ali i kao njegovatelj bolesnih.
Budući da se feldkuratorom Nikola Milašin pokazao sposobnim i u borbama za oslobađanje južne Ugarske od Turaka, austrijski car Josip II. ga je imenovao za stolnobiogradskog biskupa.